# Hubert-François Gravelot
Hubert-François Bourguignon d'Anville, connu sous le nom de Gravelot (26 mars 1699 - 19 avril 1773), est un illustrateur, graveur, dessinateur et peintre français qui connut un certain succès à Londres au début du XVIIIe siècle et qui y laissa l'empreinte du « goût français ».

## Biographie

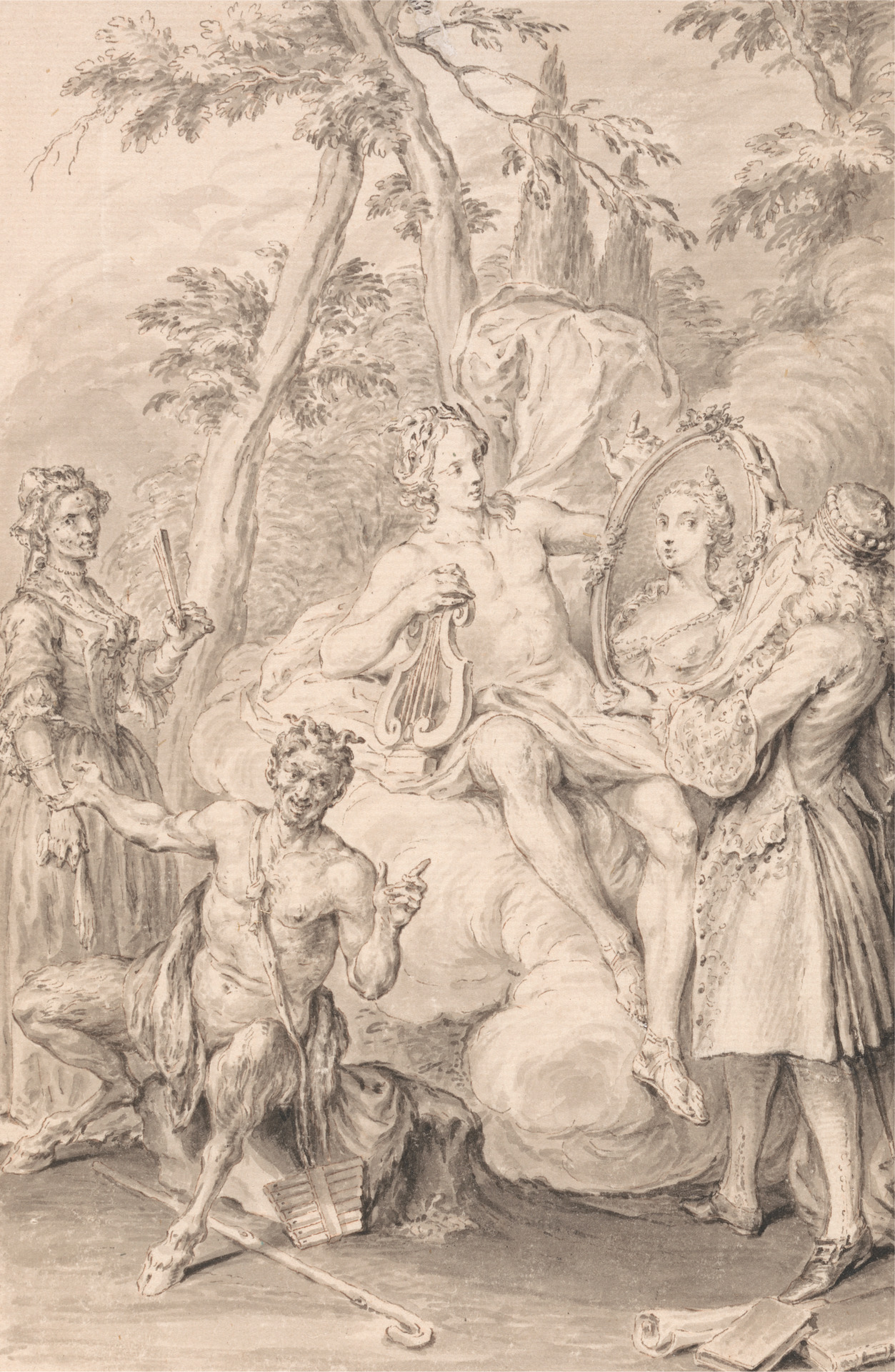
Frontispice de The Toast, poème de William King (1735).

Élève considéré comme moyen par l'Académie royale de peinture, Gravelot tente tout de même le voyage de Rome avant d’être contraint, faute de ressources, de revenir à Paris sans avoir pu dépasser Lyon. Après l’échec d’une opération commerciale à Saint Domingue où l’a envoyé son père, il devient l’élève de Jean Restout puis de Boucher. 
De 1732 à 1745, Gravelot s'installe à Londres. Bien que sujet à l'anglomanie comme nombre de ses compatriotes, il s'y rend sur l'invitation du graveur Claude Dubosc (1682-1745), afin de travailler sur les gravures de l'édition anglaise de l'ouvrage de Bernard Picart, Traité des cérémonies religieuses de toutes les nations. On trouve dans les carnets de note du graveur George Vertue une appréciation très positive du style de Gravelot. Ce dernier commence alors à fréquenter une société d'artistes, la St Martin's Lane Academy dirigée par William Hogarth, à une époque où Londres ne comportait ni galerie, ni musée, ni exposition, pas même une école qui fut l'équivalent de l'Académie royale à Paris. Gravelot prend comme élève un certain Thomas Gainsborough qui deviendra l'un des peintres les plus importants de l'école anglaise du XVIIIe siècle. Son style est imité, et Gravelot est sans doute l'un des promoteurs du rocaille en Angleterre, tant il excelle dans l'art de l'ornement. Gravelot s’est également distingué dans ses illustrations et ses rocailles qu’il avait réalisées pour des ébénistes, tapissiers et des chaudronniers, qui furent une source d'inspiration pour des orfèvres, tapissiers et des ébénistes parmi lesquels on compte Thomas Chippendale, sans oublier les miniaturistes travaillant pour la fabrique de porcelaine de Chelsea.
Ses illustrations, notamment 35 frontispices pour la seule édition des Œuvres complètes de Shakespeare en 1744, ont influencé les artistes anglais et il travaille aux côtés de graveur comme Gerard van der Gucht. On compte aussi le Pamela: or, Virtue rewarded de Samuel Richardson qu'il illustre en 1741 d'après des compositions peintes par Francis Hayman.
Les sentiments anti-français déclenchés par la bataille de Fontenoy en 1745 ramènent Gravelot à Paris en octobre, où, accompagné par l'un de ses élèves, Thomas Major et d'une fortune estimée à 40 000 livres, il n’a aucune difficulté à employer ses talents. Durant l'hiver 1745-46, Gravelot réussit à faire libérer son jeune élève embastillé, les Anglais ayant été déclarés un temps suspects, en faisant intervenir le marquis d'Argenson.
Il illustre aux côtés de graveurs comme Noël Le Mire, l'Histoire de Tom Jones de Fielding (1750), le Décaméron (1757), la Nouvelle Héloïse (1761), les Contes moraux de Marmontel (1765), les Métamorphoses d’Ovide (1767-71), La Jérusalem délivrée du Tasse (1771) mais aussi les œuvres complètes de Corneille, Racine et Voltaire : certains de ces livres illustrés sont considérés comme parmi les plus beaux de cette époque.
Il laisse plus de 2 000 cuivres. Il eut une influence sensible sur, entre autres, Jean-Michel Papillon et Nicolas Caron.
Grand lecteur, Gravelot était le frère du géographe Jean-Baptiste Bourguignon d'Anville avec lequel il travailla sur une série de cartes et qui écrivit son éloge funèbre où il rappelle sa bibliomanie. Son frère rapporte que lorsqu'il dessinait, il s'aidait d'une série de poupées qu'il fit concevoir à Londres équipées de leurs vêtements. 
Il se maria deux fois : avec Marie-Anne Luneau, décédée en 1759, puis avec Jeanne Ménétrier en 1770.
Quentin de La Tour a fait son portrait exposé au Salon de l'Académie Royale de peinture et de sculpture en 1769.
Le bibliophile Emmanuel Bocher (1835-1919) contribua à faire redécouvrir ses talents de dessinateurs.

## Technique
Un nombre important de dessins nous sont parvenus et permettent de décomposer sa technique illustrative. En effet, pour la plupart de ses illustrations conservées nous connaissons deux à quatre dessins préparatoires. 

Tout d'abord il esquisse la composition à la pierre noire. Cette étape permet de donner les grandes lignes d'ensemble. Certains dessins conservent des traces de frottement au verso, ceci permet d'établir que Gravelot reportait son travail précédent sur une nouvelle feuille avant de passer à l'étape suivante. Puis,  il supprime les personnages et, à la mine de plomb, il se concentre sur la construction du décor. L'intérêt de Gravelot pour la perspective se ressent dans ses élaborations, nombre de dessins comportent des lignes de constructions afin de donner un résultat architectural le plus rigoureux possible. Ensuite, Gravelot porte son attention sur les personnages. Ils sont de nouveau inclus dans l'image et sont le support d'une véritable étude anatomique de la part de l'artiste. Le témoignage de Jean-Baptiste d'Anville nous apprend qu'il avait coutume de s'aider de mannequins de bois pour mettre en posture ces personnages. Il semblerait qu'il se met à utiliser cet outil à partir de son séjour en Angleterre, là où il n'est pas rare de s'aider de ces poupées miniatures. Enfin, les dernières étapes sont rendus à la mine de plomb et à l'encre. C'est à ce moment qu'il peaufine les détails des vêtements et des ornements. Le dernier dessin d'ensemble est généralement rendu à l'encre et aux lavis.

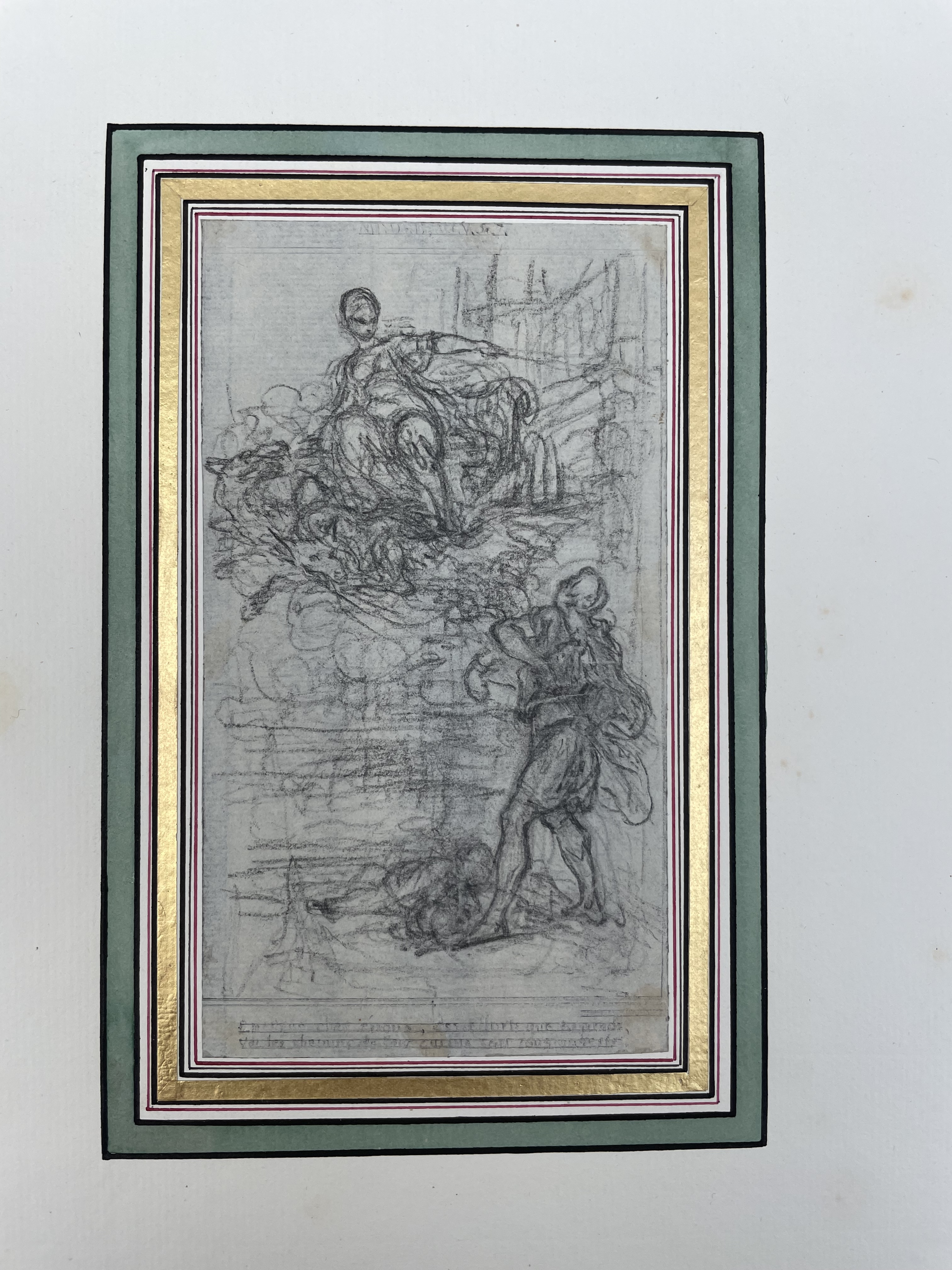
Première étape
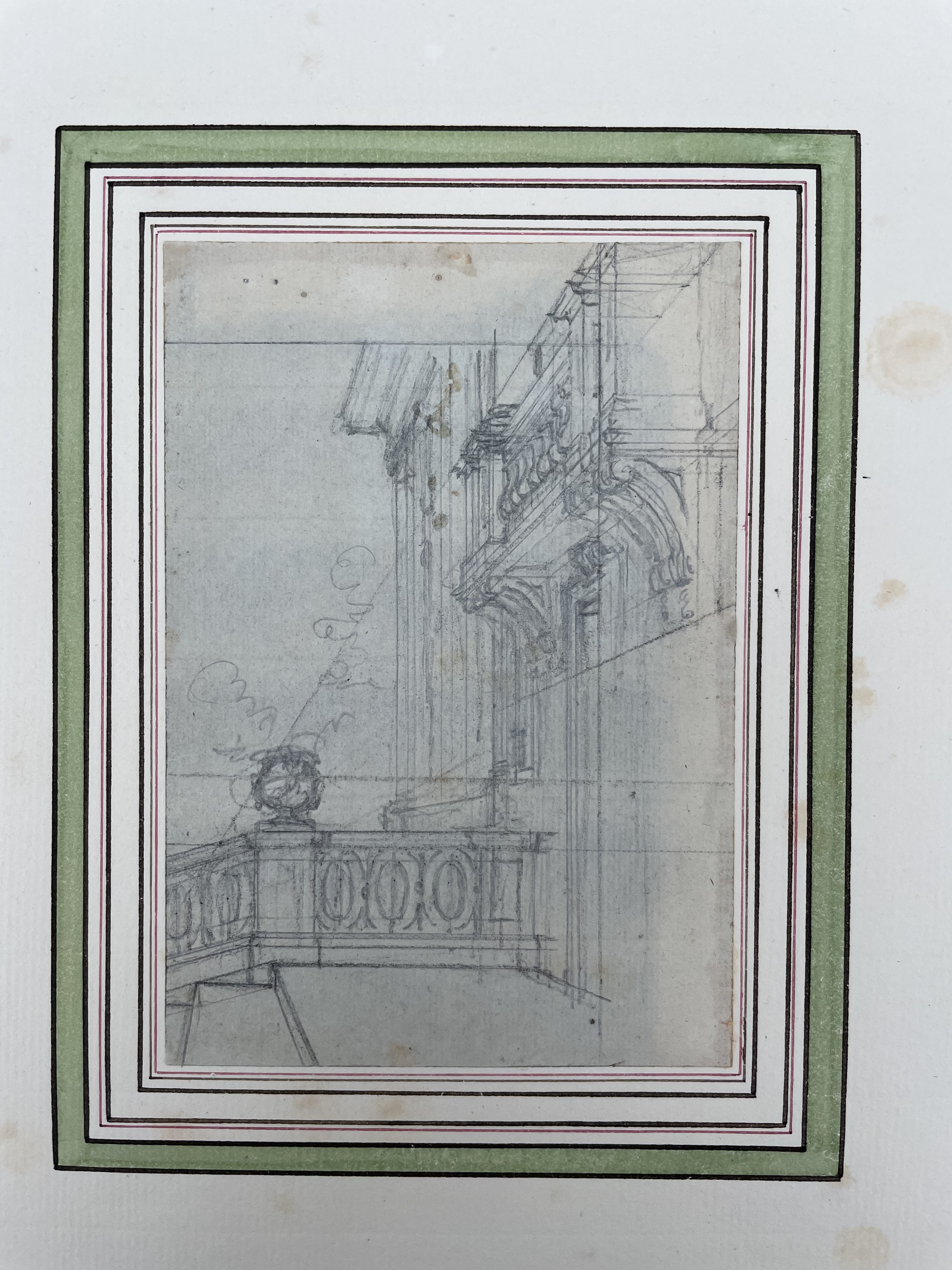
Deuxième étape
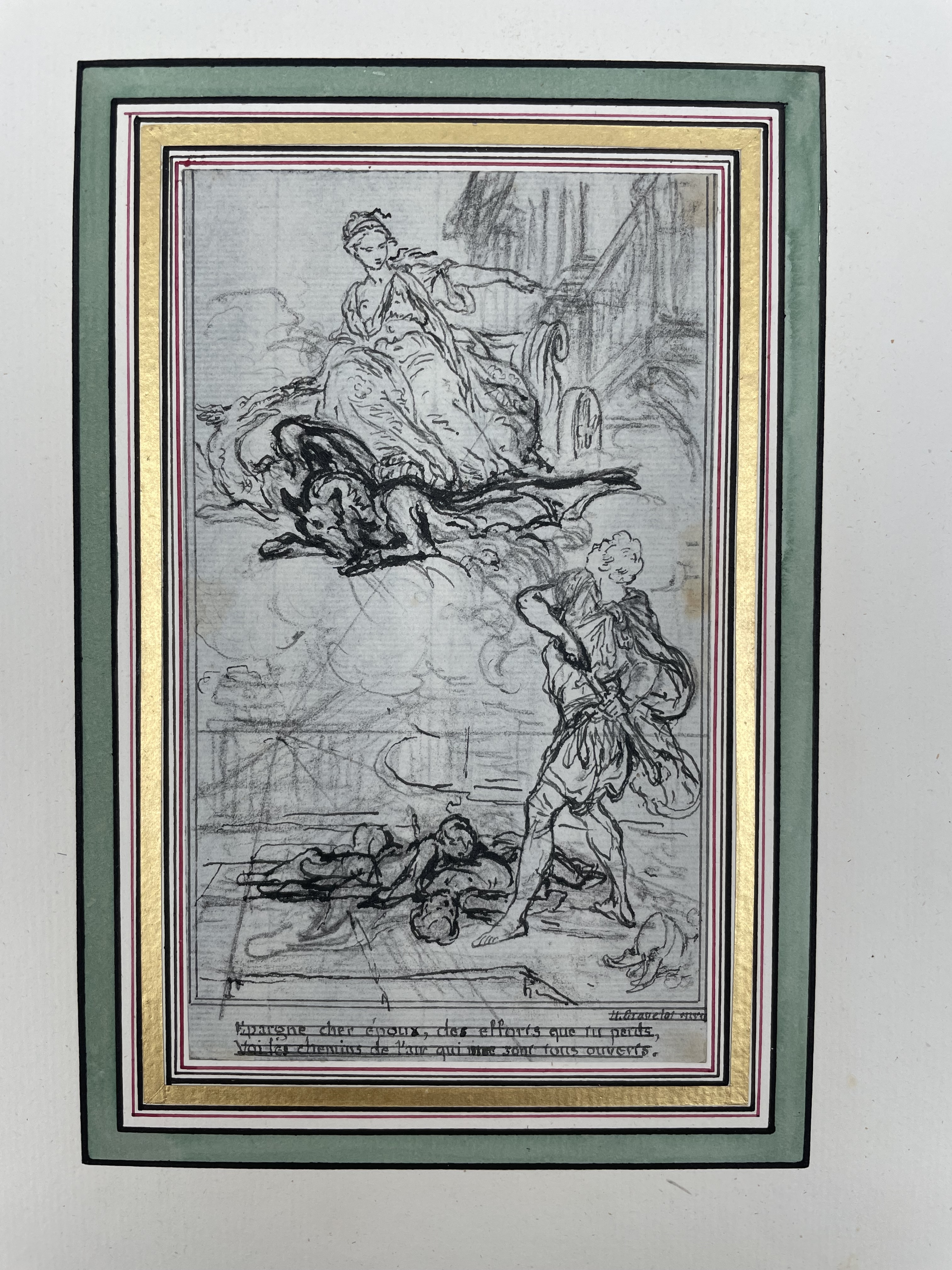
Troisième étape
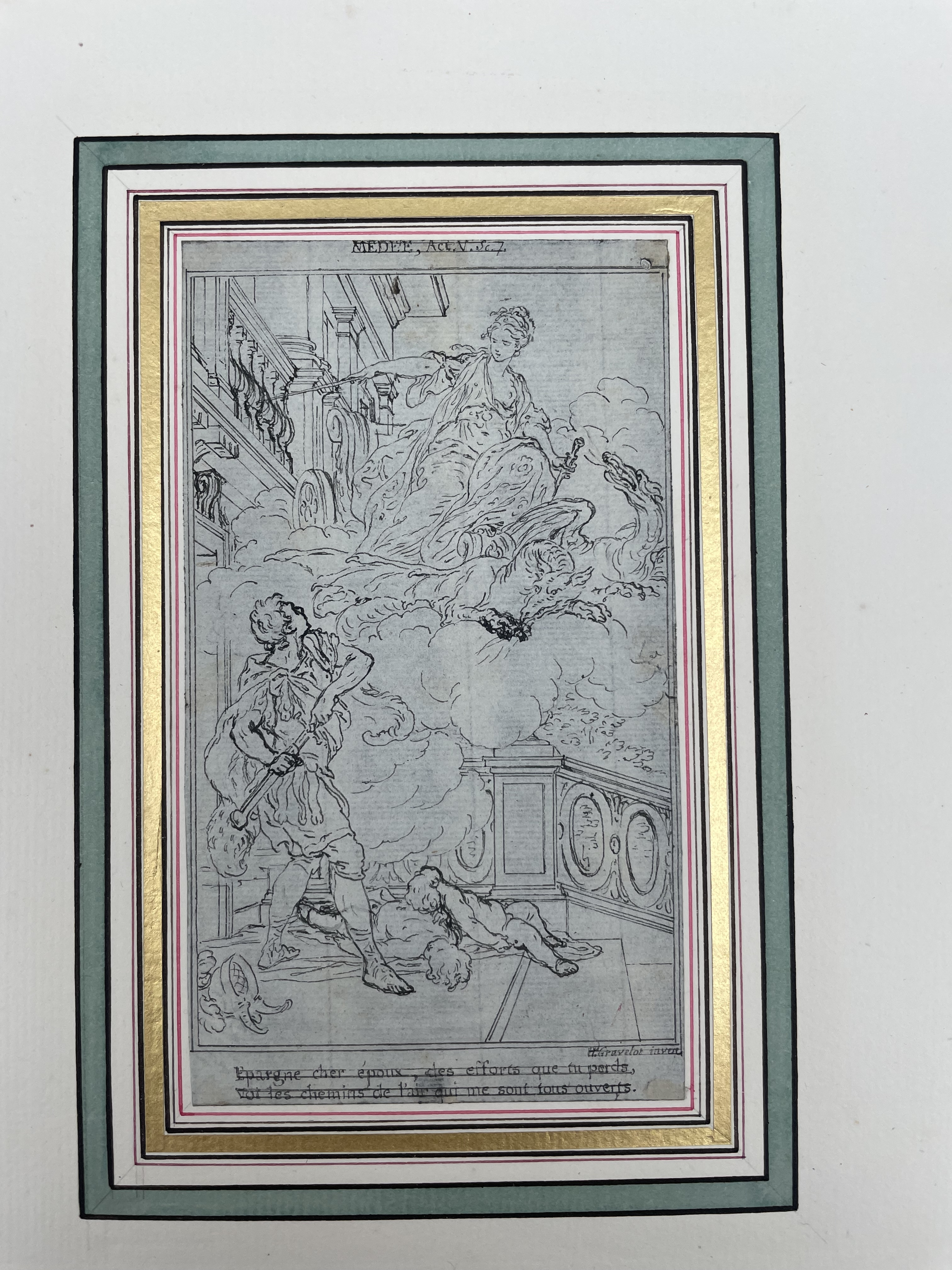
Quatrième étape

## Livres illustrés par Gravelot
- The ceremonies and religious customs of the various nations of the known world, William Jackson, Claude Du Bosc, 1733-1739
- John Gay, Fables, J. Tonson and J. Watts, 1727-38
- Shakespeare, The works of Shakespeare, H. Lintott, C. Hitch, J. and R. Tonson, C. Corbet, R. and B. Wellington, J. Brindley and E. New. 1740
- Edward Young, The poetical works of the Reverend Edward Young, Curll, Tonson, Walthoe, Hitch, Gilliver, Browne, Jackson, Corbett, Lintot and Pemberton, 1741
- Confers Middleton, The history of the life of Marcus Tulles Cicero, James Bettenham, 1741
- Samuel Richardson, Pamela: or, Virtue rewarded, Samuel Richardson, 1742
- Thomas Steakhouse, A new history of the Holy Bible, Stephen Austen, at the Angel and Bible in St. Paul's Church-Yard., 1742-1744
- Nicholas Tindal, Rapin-Thoyras, The history of England, John and Paul Knapton, at the Crown in Ludgate-Street., 1743
- Robert Boyle, The works of the Honourable Robert Boyle, A. Millar, opposite Catharine-Street, in the Strand., 1744
- Thucydide, Thoukydidos, Platónos kai Lysiou logoi epitaphior, Ek Theatrou en Oxonia, 1746
- Pierre Rémond de Sainte-Albine, Le Comédien, Vincent Fils, 1749
- Henry Fielding, Histoire de Tom Jones, ou l'enfant trouvé, chez Jean Nourse, 1750
- Henry Baker, The microscope made easy, R. and J. Dodsley, 1754
- Charles Rollin, The antient history of the Egyptians, Carthaginians, Assyrians, Babylonians, Medes and Persians, Macedonians, and Grecians, John and Paul Knapton, 1754
- Henry Fielding, L'Histoire de Tom Jones, ou L'Enfant trouvé, plusieurs éditeurs, 1750
- Henry Fielding, La storia di Tom Jones, Presso Gio Battista Regozza, 1757
- Jean Boccace, Le Décaméron, Prault, 1757-1761
- Almanach utile et agréable de la Loterie de l'École royale militaire pour l'année 1759, Chez Prault Père, 1759
- Pierre-Thomas Gondot, Le prix de la beauté, ou, Les couronnes, Chez De Lormel, imprimeur-libraire, rue du Foin, à Sainte Geneviéve, et se vend aussi aux spectacles, 1760
- Almanach utile et agréable de la Loterie de l'École royale militaire pour l'année 1760, Chez Prault Père, 1760
- Germain-François Poullain de Saint-Foix, Catalogue des chevaliers, commandeurs et officiers de l'ordre du Saint Esprit, avec leurs noms & qualités, depuis l'institution jusqu'à présent, Christophe-Jean-Franc̦ois Ballard, 1760
- Jean-Jacques Rousseau, La Nouvelle Heloïse, chez Duchesne, 1761
- Fontenelle, Les Amours de Mirtil, 1761
- Jean de Joinville, Histoire de saint Louis, L'Imprimerie Royale, 1761
- Voltaire, La pucelle d'Orléans, Cramer, 1762
- John Dryden, The dramatic works of John Dryden, J. & R. Tonson, 1762-1763
- Pierre Corneille, Théâtre de Pierre Corneille, Les frères Cramer, 1764
- Marie Jeanne Riccoboni, Histoire de Miss Jenny, Chez Brocas & Hublot, 1764
- Claude-Nicolas Le Cat, Traité de la couleur de la peau humaine en général, 1765
- Jean-François Marmontel, Les Contes moraux, Chez J. Merlin, 1765
- Almanach iconologique, Chez Lattré, 1765
- John Cleland, Memoirs of a Woman of Pleasure, 1766
- Charles Collé, Robert Dodsley, La partie de chasse de Henri IV, La veuve Duchesne, 1766
- Ordonnance du Roi, pour régler l'exercice de l'infanterie du 1er janvier 1766, de l'Imprimerie royale, 1766
- Almanach iconologique, Chez Lattré, 1766
- Jean-François Marmontel, Bélisaire, Chez Jean Merlin, 1767
- Ovide, Les Métamorphoses, Chez Le Clerc, 1767-1771
- Almanach iconologique, Chez Lattré, 1767
- Adrien Nicolas Piédefer La Salle d'Offémont, marquis de, Histoire de Sophie de Francourt, Chez Merlin, 1768
- Almanach iconologique, Chez Lattré, 1768
- Almanach iconologique, Chez Lattré, 1769
- Almanach iconologique, Chez Lattré, 1770
- Almanach iconologique, Chez Lattré, 1771
- Almanach iconologique, Chez Lattré, 1772
- Almanach iconologique, Chez Lattré, 1773
- Torquato Tasso, La Jérusalem délivrée, Musier Fils, 1774
- Hubert François Gravelot, Charles Nicolas Cochin, Charles Étienne Gaucher, Iconologie par figures, Le Pan, 1791

## Œuvres conservées
Département des Arts graphiques du musée du Louvre
- Jeune homme tenant une tasse et regardant une jeune femme à la tapisserie
- La Conversation, fusain
- Le Prix de Beauté : dans un parc, une assemblée d'hommes et de femmes
- Promenade des boulevards
- Femme debout près d'un jeune homme et d'une jeune femme endormis

Musée Condé, château de Chantilly
- Les Joueurs de dés ou le distrait

Victoria & Albert Museum
- Série de gravures, 1733-1744.

Rosenbach Museum, Philadelphie
- Dessins préparatoires aux éditions illustrées.

Houghton Library, Harvard University, Cambridge, MA, USA
- Illustrations pour Fables de John Gay
- Illustrations pour La Nouvelle Heloïse de Jean-Jacques Rousseau
- Dessins de Don Quixote